# Anna Mutanen
Anna Mutanen-Liedes, född Mutanen 8 augusti 1914 i Joensuu, död 22 juli 2003 i Helsingfors, var en finländsk skådespelare och sångerska.
Åren 1942, 1948, 1959 och 1965 gjorde Mutanen 17 skivinspelningar tillsammans med bland andra sångaren Kalle Ruusunen och musikern George de Godzinsky. Hon framförde sånger av bland andra Olga Siikaniemi, Eino Leino och Oskar Merikanto. 1955 mottog Mutanen Pro Finlandia-medaljen.